# Delicias (Madrid)
Las Delicias es el nombre de uno de los barrios administrativos del distrito de Arganzuela, en Madrid (España). Tiene forma trapezoidal y está situado en el centro del distrito, encontrándose delimitado por las calles de Bustamante y Ferrocarril al norte, Méndez Álvaro al este, Bolívar, Bronce y la avenida del Planetario al sur y las calles de Embajadores y Delicias al oeste. Está rodeado por los barrios, pertenecientes al mismo distrito, de Palos de la Frontera, Atocha, Legazpi, La Chopera y Las Acacias (en el sentido de las agujas del rejoj, empezando por el norte). Dentro del sistema actual de división de la ciudad, el distrito de Arganzuela tiene el código 02 y Delicias el 25.

## Historia

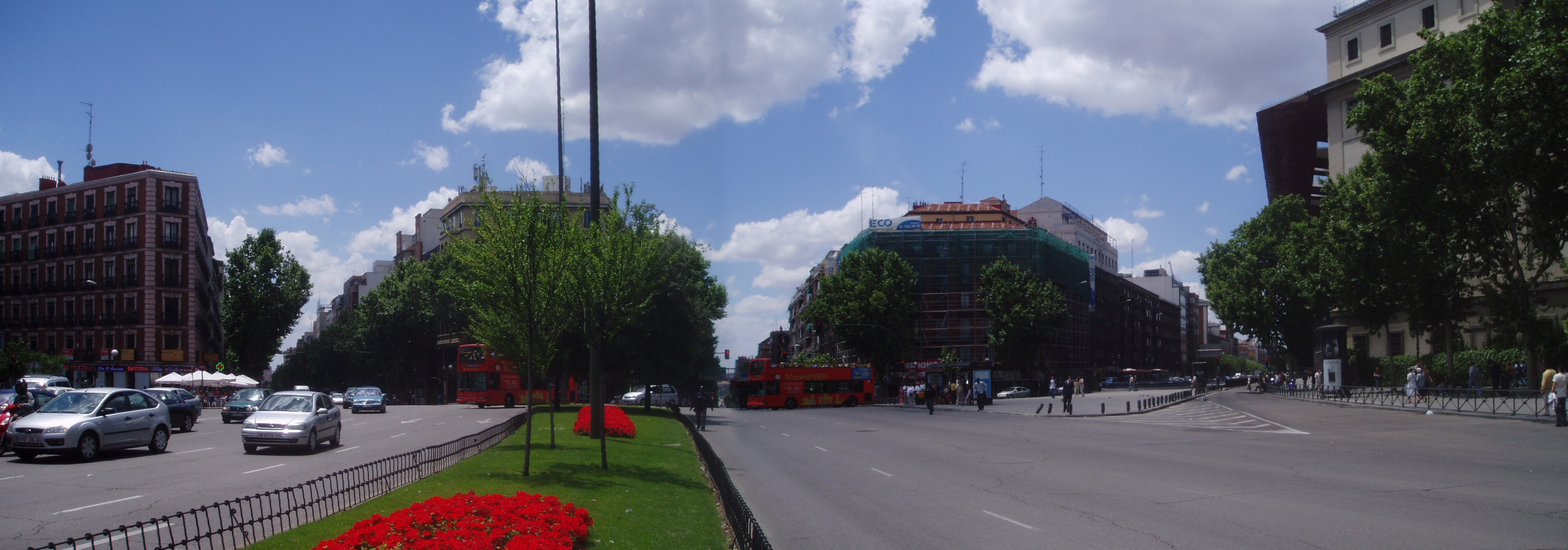
El paseo de las Delicias, el paseo de Santa María de la Cabeza y la ronda de Atocha, calles que forman el tridente barroco del que conforma el urbanismo del distrito de Arganzuela.

Hasta la segunda mitad del siglo XVIII toda la zona estaba sin urbanizar, pudiendo considerarse un área rural. En época de Fernando VI se empiezan a construir dos paseos flanqueados por dobles hileras de árboles que conducen hacia el río Manzanares. Estas avenidas se denominan ya "de las Delicias", nombre que toman del lugar al que conducían, el espacio comprendido junto al canal del Manzanares, que transcurría paralelo al río y que era conocido como Delicias del río.
Estos paseos están construidos sobre taludes de tierra apisonada más altos que el terreno circundante, lo que en el futuro traería problemas cuando se empiece a urbanizar la zona, y corresponden al actual de las Delicias, que atraviesa el barrio, y al de Santa María de la Cabeza, como se observa en el plano de Chalmandrier de 1761. Junto con la entonces apenas incipiente Ronda de Atocha, forman el tridente barroco que comienza en la actual plaza del Emperador Carlos V y serían concluidos ya en época de Carlos III por Joseph Salcedo. En este mapa también son visibles la que sería glorieta de Santa María de la Cabeza, límite nororiental del actual barrio, y el arroyo del Prado (o Carcabón o del Sur), proveniente del Paseo de su nombre y que corría paralelo a la actual calle de Méndez Álvaro, llamada "camino de Vallecas". En la zona sólo había entonces huertas, caminos rurales, alguna casa aislada y varias posadas, ya que es atravesada por los caminos que llevan hacia el sur y este de la península. 

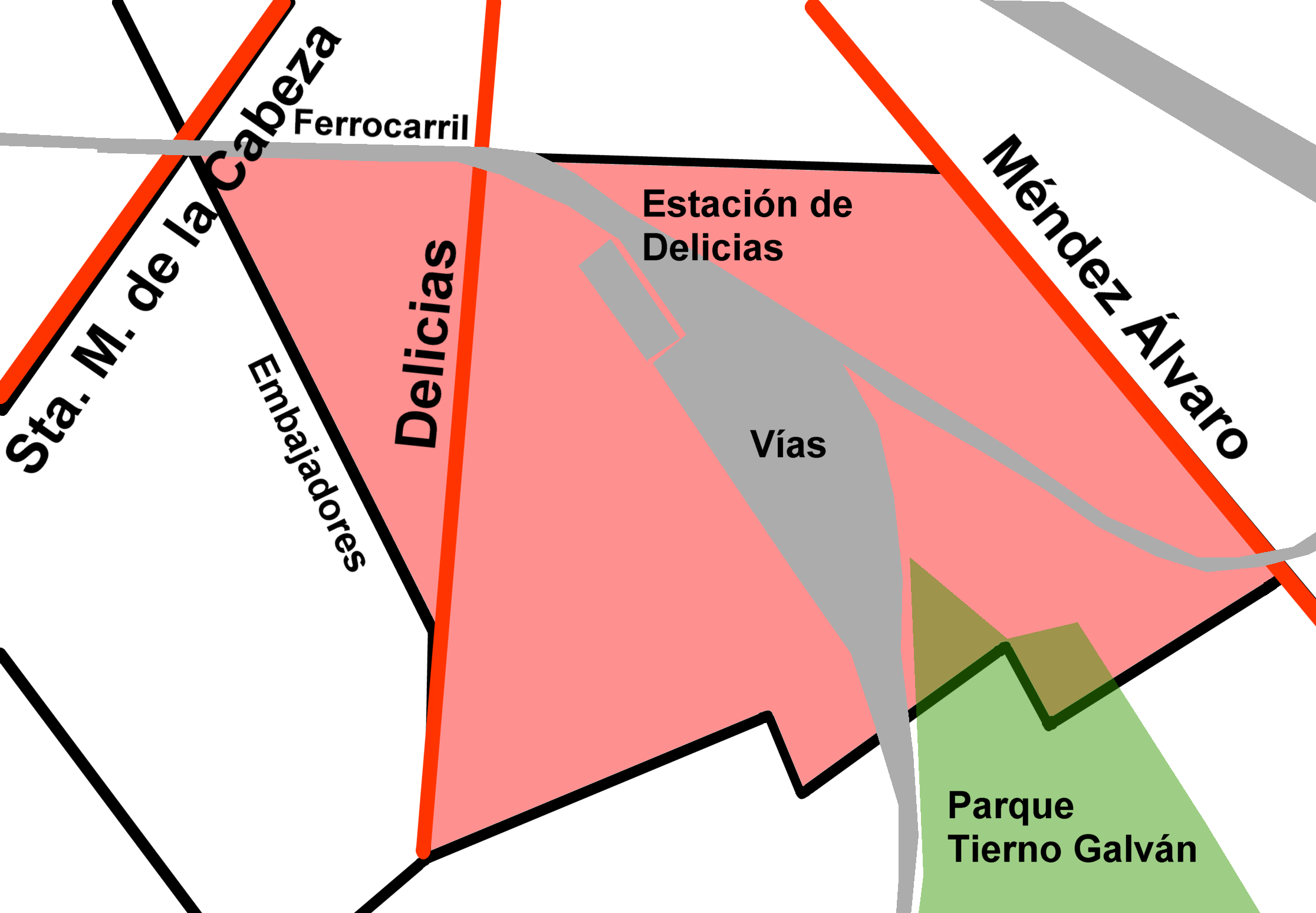
Mapa esquemático del barrio con los puntos que condicionan su evolución histórica.

Pero la intención al crear estos paseos no era urbanizar la zona, sino el embellecimiento de los accesos a la ciudad y proporcionar un espacio para el esparcimiento de la población, de ahí el nombre de paseos. El barrio empezó a surgir realmente como tal a mediados del siglo XIX, vinculado a la actividad generada por la primera estación de ferrocarril de Atocha, inaugurada en 1851, y posteriormente, aunque en menor medida, a la de Delicias, inaugurada en 1880. Poco a poco la zona se fue ocupando con infraviviendas en las que habitaban los muchos trabajadores que acudieron a la ciudad para trabajar en las grandes obras públicas, como el Canal de Isabel II o la mencionada estación de Atocha.
A partir de 1860, con la aprobación del Plan de Ensanche de Madrid de Carlos María de Castro, comienza la urbanización definitiva del barrio, aunque esta se prolongaría durante aún muchas décadas. Durante todo ese tiempo convivieron algo caóticamente los antiguos terrenos de labranza con los nuevos edificios de viviendas y las fábricas que se fueron instalando en la zona debido a la cercanía del ferrocarril.
El proyecto original de Castro no se llevó a cabo en toda su extensión. Él había previsto la eliminación de los paseos barrocos, conservando tan sólo el de las Delicias por estar orientado en sentido norte-sur, ya que según su ideal todas las calles se orientarían en esa dirección y de este a oeste para facilitar la entrada de luz natural y la buena circulación del aire. No obstante, los otros dos paseos, el de Santa María de la Cabeza y la Ronda de Atocha, también pervivieron. Así mismo, tampoco se cumplió su idea de que todas las manzanas tuvieran en su interior un patio ajardinado que abarcara la mitad de la extensión total. Aún al contrario, los propietarios especularon con el terreno y en muchas ocasiones dividieron las manzanas en dos, con callejones intermedios, para ampliar la edificabilidad. Tampoco se siguieron sus propuestas de dedicar un número determinado de manzanas a zona verde o de que no se sobrepasaran las tres alturas.
Otro dato negativo para el barrio fue la construcción de la vía férrea de circunvalación que unía la estación de Príncipe Pío, llamada entonces del Norte, con la de Atocha, pues si bien fue el motor para la industrialización de la zona, también provocó que toda la zona al sur de las vías, donde cae la mayor parte del barrio, quedara aislada del centro de la ciudad. Esta línea, que transcurría por la actual calle del Ferrocarril, no sería definitivamente soterrada hasta los años ochenta del siglo XX (aunque anteriormente, por pocos años, hubo en esa calle un túnel que en la superficie formaba bulevar)

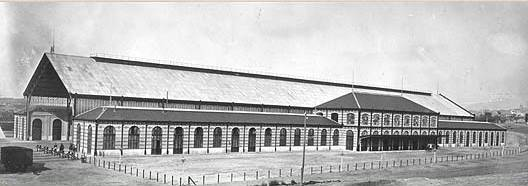
Estación de Delicias hacia 1880.

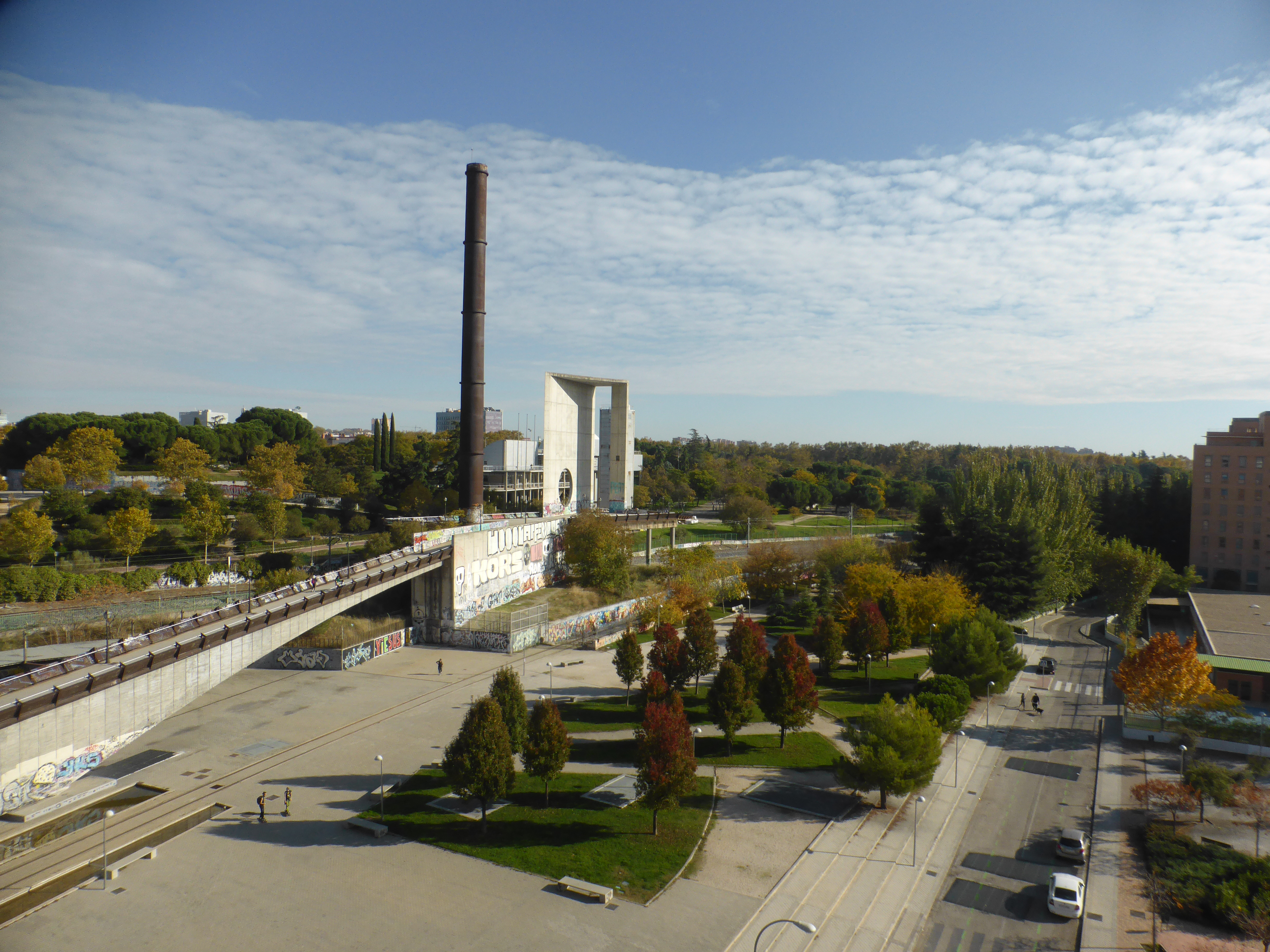
A la izquierda, pasarela peatonal de acceso al Parque Tierno Galván.

Por todo ello, todavía a finales del siglo XIX no se había terminado el ensanche en esta zona, proliferando así el surgimiento de infraviviendas carentes de todo tipo de servicios. En el barrio de Delicias, sólo la parte oeste adquiriría finalmente el trazado de cuadrícula diseñado por Castro, ya que la mayor parte de las zonas central y oriental fue ocupada por la estación de Delicias y sus terrenos aledaños. El barrio se convirtió en residencia de las clases obreras y hacia 1880 Arganzuela era uno de los distritos más poblados de Madrid, con 15.000 personas.
En 1941, terminada la Guerra Civil, se prohíbe la construcción de nuevas industrias en los vecinos barrios de Palos de la Frontera y Pacífico (distrito de Retiro), para las que se destina en exclusiva el entorno de la calle Méndez Álvaro, donde poco a poco, formada por los apartaderos ferroviarios de las distintas fábricas, ha ido surgiendo una nueva estación denominada Delicias-Empalme. Las principales industrias son metalúrgicas, químicas, de artes gráficas, fábricas de papel y cartón, madereras, de construcción, alimentarías, textiles y de transporte de mercancías. No obstante surgen viviendas en la parte meridional del barrio, en torno a la calle de Embajadores. En el Paseo de las Delicias vivió y murió el insigne benaventano Luis Martínez Rojo.

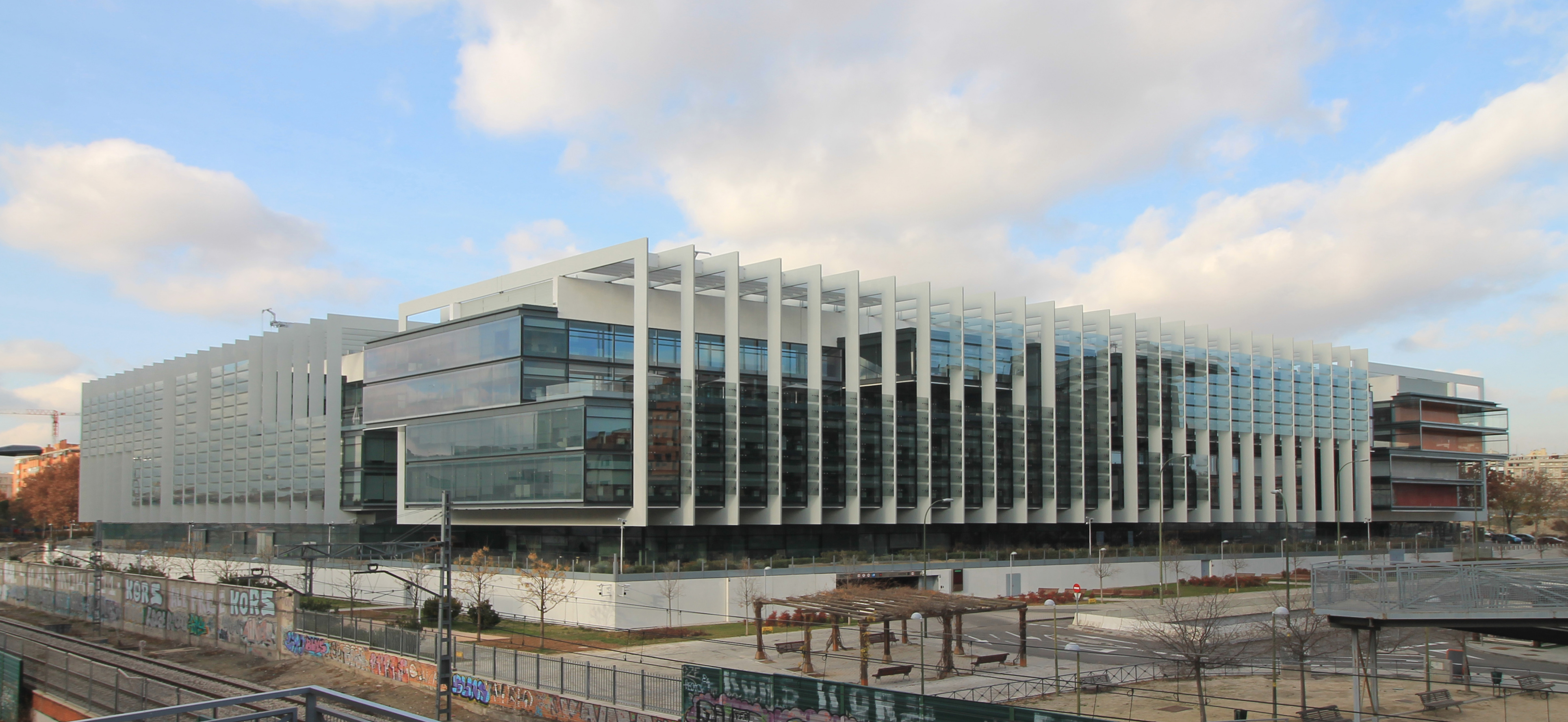
Campus Repsol, en c/ Méndez Álvaro, 44.

Desde finales de los años sesenta, con el cierre de la estación de Delicias al tráfico ferroviario, desaparecen los establecimientos hoteleros de su entorno y poco a poco lo van haciendo también las industrias aledañas a Méndez Álvaro. Este proceso se acelera a partir de los años ochenta. Desde entonces, el barrio empezó a perder definitivamente su carácter industrial al trasladarse muchas fábricas a la periferia. En los terrenos liberados se empezaron a construir edificios residenciales. En 1986 se inauguró el parque de Enrique Tierno Galván, enclavado en su mayor parte en el vecino barrio de Legazpi pero cuya parte noroeste está situada dentro de Delicias y se une mediante un corredor verde, construido sobre las antiguas vías, con la estación de Delicias, hoy en desuso y transformada en museo del ferrocarril. En este espacio ajardinado, paralelo a la calle del párroco Eusebio Cuenca, sólo pervive una vía ferroviaria utilizada por el museo.
En el siglo XXI se han construido en el barrio varios edificios de oficinas. Destaca entre ellos la nueva sede corporativa de Repsol, situada en el número 44 de la calle de Méndez Álvaro. Diseñada por el arquitecto Rafael de La-Hoz Castanys, fue inaugurada en enero de 2013.

## Población
Según el Anuario estadístico de 2006 del Ayuntamiento de Madrid, la población total del barrio es de 25.550 habitantes (enlace roto disponible en Internet Archive; véase el historial, la primera versión y la última).

## Calles
- Alabastro
- Alejandro Ferrant
- Alicante
- Alonso Martos
- Amaltea
- Amanecer en Méndez Álvaro, Plaza del
- Batalla de Belchite
- Batalla del Salado
- Beata María Ana de Jesús, Plaza de la
- Berilo
- Bolívar
- Bronce
- Bustamante
- Cáceres
- Caolín
- Casar de Cáceres, Plaza
- Circón
- Circonita
- Ciudad Real
- Cobre
- Delicias, Paseo de las
- Divino Vallés
- Estrella Denébola
- El Atazar
- Embajadores
- Ferrocarril
- General Lacy
- General Palanca
- Granito
- Hierro
- José María Roquero
- Juan de Mariana
- Juan de Vera
- Kentia
- Legazpi, Plaza de
- Luis Paret
- Mejorada del Campo
- Méndez Álvaro
- Meneses
- Nebulosas
- Oriana
- Párroco Eusebio Cuenca
- Planetario, Avenida del
- Plomo
- Plomo, Travesía del
- Ramírez de Prado
- Sabal
- Tomás Bretón
- Vara de Rey
- Watteau
- Zinc

## Turismo

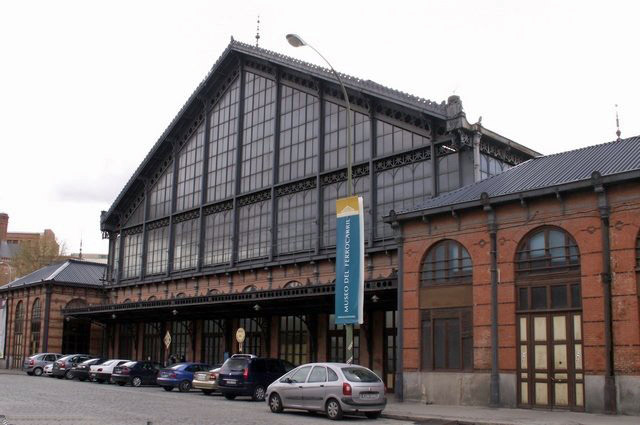
Aspecto actual de la estación de Delicias. Entrada del Museo del Ferrocarril.

El barrio de Delicias no es especialmente turístico, aunque existen diversos edificios interesantes, sobre todo algunos de arquitectura industrial. Entre ellos cabe destacar:
- Antigua fábrica de cervezas El Águila, sede actualmente de la Biblioteca Regional Joaquín Leguina y del Archivo Regional de Madrid.
- Estación de Delicias, que alberga en la actualidad el Museo del Ferrocarril y una sede del Museo Nacional de Ciencia y Tecnología
- Grupo escolar Menéndez Pelayo, en la calle Méndez Álvaro, número 16.
- Institución Virgen del Pilar (Colegio Ntra. Sra. de las Delicias), en el paseo de las Delicias, número 67.
- Planetario de Madrid, en el Parque Enrique Tierno Galván.
- Cine Imax junto al Planetario.

## Cultura
En el barrio se encuentran situados la Biblioteca Regional Joaquín Leguina y el Archivo Regional de Madrid, ambos en la antigua fábrica de cervezas de El Águila.

## Transportes

### Cercanías Madrid
El barrio cuenta con las estaciones de Delicias (C-10) y Méndez Álvaro (C-5 y C-10). Asimismo, otras estaciones como Atocha o Embajadores están en las proximidades de los límites del barrio.

### Metro de Madrid
El barrio está servido con las estaciones:
- Legazpi (L3 y L6)
- Delicias (L3)
- Arganzuela - Planetario (L6)
- Méndez Álvaro (L6)

### Autobuses
Las siguientes líneas de autobuses dan servicio al distrito de Arganzuela:
| Línea | Terminales                               |
| ----- | ---------------------------------------- |
| 6     | Jacinto Benavente – Orcasitas            |
| 8     | Legazpi – Valdebernardo                  |
| 18    | Plaza Mayor – Villaverde Cruce           |
| 19    | Plaza de Cataluña – Legazpi              |
| 22    | Legazpi – Villaverde Alto                |
| 45    | Legazpi – Reina Victoria                 |
| 47    | Atocha – Carabanchel Alto                |
| 55    | Atocha – Batán                           |
| 59    | Estación de Atocha – San Cristóbal       |
| 62    | Cristo Rey – Los Puertos                 |
| 76    | Plaza Beata – Villaverde Alto            |
| 78    | Embajadores – San Fermín                 |
| 79    | Legazpi – Villaverde Alto                |
| 85    | Estación de Atocha – Butarque            |
| 86    | Estación de Atocha – Villaverde Alto     |
| 102   | Estación de Atocha – Estación de El Pozo |
| 123   | Legazpi – Butarque                       |
| 148   | Callao – Puente de Vallecas              |
| 152   | Felipe II – Méndez Álvaro                |
| 247   | Atocha – Colonia San José Obrero         |
| N11   | Cibeles – Madrid Sur                     |
| N12   | Cibeles – Butarque                       |
| N13   | Cibeles – San Cristóbal                  |
| N14   | Cibeles – Villaverde Alto                |
| T32   | Legazpi – Mercamadrid                    |
| E1    | Cibeles - La Peseta                      |